# نمونه‌گیری آسان
نمونه‌گیری آسان (به انگلیسی: Convenience sampling) (که همچنین به‌عنوان نمونه‌گیری چنگ‌زنی، نمونه‌گیری تصادفی یا نمونه‌گیری فرصتی شناخته می‌شود)، نوعی نمونه‌گیری غیراحتمالی است که شامل نمونه‌گیری از آن بخشی از جامعه است که نزدیک به دست است. این نوع نمونه‌گیری بیشتر برای آزمایش اولیه سودمند است.
نمونه‌گیری آسان با توان ناکافی برای شناسایی تفاوت‌های زیرگروه‌های جمعیت مشخص می‌شود.